# Pozo de Maza
Pozo de Maza é um município da Argentina, localizada na província de Formosa